# Циркуненко Павло Олександрович
Павло Олександрович Циркуненко (нар. 10 липня 1991, Київ, УРСР) — український футболіст, захисник.

## Життєпис
Народився в Києві. Вихованець столичних «Відрадний» та ДЮСШ № 15. У січні 2008 року перейшов до «Волині». Спочатку виступав за юнацьку та молодіжну команди лучан. За першу команду дебютував 18 квітня 2008 року в програному (1:2) виїзному поєдинку 26-о туру Першої ліги проти київського ЦСКА. Павло вийшов на поле на 89-й хвилині, замінивши Романа Рурича. Єдиним голом за волинський клуб відзначився 4 травня 2009 року на 19-й хвилині програного (1:3) виїзного поєдинку 26-о туру Першої ліги проти охтирського «Нафтовика-Укрнафти». Циркуненко вийшов на поле в стартовому складі, на 14-й хвилині отримав жовту картку, а на 46-й хвилині його замінив Роман Рурич. У команді вдіграв шість з половиною сезонів, за цей час у Першій лізі зіграв 12 матчів (1 гол). Після виходу лучан до Прем'єр-ліги виступав виключно за дублюючий склад «Волині» (56 матчів).
Наприкінці липня 2014 року підписав контракт з «Оболонь-Бровар». Дебютував у футболці столичного клубу 2 серпня 2014 року в переможному (2:0) домашньому поєдинку 2-о туру Другої ліги проти «Арсенал-Київщини». Павло вийшов на поле в стартовому складі та відіграв увесь матч. З серпня по листопад 2014 року зіграв 10 матчів у Другій лізі та 1 поєдинок у кубку України. Здебільшого, виходив на поле з лави для запасних. У другій частині сезону 2014/15 років за першу команду не грав, а на початку червня 2015 року тренерський штаб «пивоварів» вирішив відмовитися від послуг Циркуненка й захисникотримав статус вільного агента.
Викликався до складу юнацької збірної України (U-18), проте в її складі не зіграв жодного поєдинку.

## Досягнення
«Волинь» (Луцьк)
- Перша ліга чемпіонату України
  -  Чемпіон (1): 2009/10